# Phonophilus portentosus
Phonophilus portentosus is een spinnensoort in de taxonomische indeling van de wolfspinnen (Lycosidae).
Het dier behoort tot het geslacht Phonophilus. De wetenschappelijke naam van de soort werd voor het eerst geldig gepubliceerd in 1831 door Christian Gottfried Ehrenberg.